# Lipužič
Lipužič je priimek več znanih Slovencev:

## Znani nosilci priimka
- Boris (Aleksander) Lipužič (1930—2012), organizator šolstva in pedagoški publicist
- Maja Lipužič, mag., knjižničarka
- Marija Lipužič (1931—2015), defektologinja, surdopedagoginja
- Matija Lipužič (1888—1965), rudarski inženir (montanist), pesnik, prevajalec in publicist, terminolog
- Mirko Lipužič (1921—1993), arhitekt, filmski in gledališki scenograf